# Serixia fuscotibialis
Serixia fuscotibialis là một loài bọ cánh cứng trong họ Cerambycidae.